# Бёрнс, Джек
Джек Фрэнсис Бернс (15 ноября 1933 — 27 января 2020) — американский комик, актёр, актёр озвучки, писатель и продюсер. В 1960-е годы он был частью двух комедийных партнерств, сначала с Джорджем Карлином, а затем с Эйвери Шрайбером. К 1970-м годам он перешел к работе в качестве сценариста и продюсера в таких комедийных сериалах, как «Маппет-шоу» и «Хи-Хо».

## Биография
Бернс начал свою карьеру в роли комедийного актёра в 1959 году, когда он сотрудничал с Джорджем Карлином; оба работали на радиостанции «KXOL» в Форт-Уэрте, штат Техас. После успешных выступлений в кофейне «Fort Worth beat coffeehouse». Целлар, Бернс и Карлин отправились в Калифорнию в феврале 1960 года и продолжали работать вместе ещё два года. Альбом, содержащий некоторые из их материалов, был выпущен в 1963 году под названием «Burns and Carlin at the Playboy Club Tonight».
Более продолжительной была более поздняя совместная работа с Эйвери Шрайбером, с которым он познакомился, когда они оба были членами «Второго города»- живой комедийной и импровизационной труппы, базирующейся в Чикаго. Бернс и Шрайбер были наиболее известны серией постановок, в которых Бернс играл разговорчивого пассажира такси, а Шрайбер — водителя. Летом 1973 года эти двое появились в эстрадном сериале ABC TV «The Burns and Schreiber Comedy Hour».
В первой половине сезона 1965-1966гг шоу Энди Гриффита, в попытке заменить персонажа Дона Ноттса «Барни Файфа» после того, как Ноттс покинул шоу, Бернс был выбран на роль «Уоррена Фергюсона», преданного своему делу, но неумелого заместителя шерифа. Его персонаж не пользовался популярностью и был убит в серии 11 сериала.
В 1967 году он был снят в роли «Конфетного мясника». В 1971 году он получил роль мистера Келли в эпизоде "Семья Партриджей ", а также «Дора, Дора, Дора» (Сезон-2/Эпизод-1). Ханна-Барбера дала Бернсу голос ретроградного соседа «Гарри Бойла» и «Ральфа Кейна», в недолговечном профсоюзном мультфильме «Подожди, пока твой отец вернется домой». Этот мультсериал был предшественником анимационных комедий для взрослых. Бернс был главным сценаристом первого сезона «Хи-Хо» и «Маппет-шоу». Шрайбер появился в эпизоде с «Маппет-шоу» в первом сезоне. Бернс также был соавтором фильма «Маппет» (вместе с Джерри Джулом, его преемником на посту главного сценариста «Маппет-шоу»). Он снимался в эпизоде 1977 года на канале «NBC» субботним вечером в прямом эфире (шоу изначально называлось «Субботним вечером на канале NBC», после «Азбука субботним вечером в прямом эфире с Говардом Коселлом») — другая программа — была отменен.
В начале 1980-х Бернс стал писателем, диктором, а иногда и исполнителем в комедийном сериале «ABC sketch Fridays». Он и комик Майкл Ричардс были вовлечены в инсценированную воздушную драку с Энди Кауфманом, позже воссозданную в биографии Кауфмана «Человек на Луне».
Бернс объединился с Лоренцо Мьюзиком, чтобы обеспечить голоса для пары манекенов для краш-тестов по имени «Винс» и «Ларри», соответственно, в серии объявлений «Министерства транспорта Соединенных Штатов», которые пропагандировали использование ремней безопасности. Рекламная кампания, распространяемая «Советом по рекламе», проходила с 1985 по 1998 года. В 1993 году он снялся в мультсериале «Animaniacs», озвучивая Сида Кальмара, в то же время придавая персонажу скрипучий вид голос «Даффи Дака». Шрайбер также появился на шоу озвучивая главного героя в анимациаонном фильме «Бини — безмозглый Бизон». Бернс также был приглашен озвучивать второстепенного героя в эпизоде «Симпсонов» 1999 года под названием «За пределами Бландердома».
Бернс умер 27 января 2020 года в возрасте 86 лет в Лос-Анджелесе, штат Калифорния, от дыхательной недостаточности из-за осложнений после болезни «COVID-19».